# ビーストウォーズリボーン
『ビーストウォーズリボーン（BEAST WARS REBORN）』とは、トランスフォーマーシリーズの玩具のみで進行する企画である。
また、派生シリーズである『ビーストウォーズ テレもちゃ』についてもここで記す。

## 概要
ビーストウォーズ10周年を記念して展開されるシリーズ。過去の玩具のグレードアップ版が中心となっている。また、月刊誌『フィギュア王』において全4話の新ストーリーが連載された。

## あらすじ
とある宇宙空間を航行する謎の神殿。その内部では、一人のトランスフォーマーが目覚めていた。かつてビーストウォーズを戦い抜いた戦士・コンボイである。だが、覚醒したコンボイはなぜか自らに関する記憶を失っていた。そして彼の目の前に現れたのは、やはり記憶を失ったかつての宿敵・メガトロンだった。

## キャラクター

### ビースト戦士
コンボイ（ゴリラ）
謎の神殿で蘇ったTFの一人で、過去の記憶を失っている。同様に記憶を失ったメガトロンと共に行動するが、徐々に彼への不信感を募らせるようになる。
玩具については#日本における展開を参照のこと。

メガトロン（ティラノサウルス）
謎の神殿で目覚めたTFの一人で、やはり過去の記憶を失っている。コンボイと行動を共にするが、次第にその冷徹な本性を見せ始める。
玩具については#日本における展開を参照のこと。

### とある惑星のTF
サイドス（サイ）
コンボイが偶然にも遭遇した若きTF。
元は『トランスフォーマー ギャラクシーフォース』のキャラクターであり、玩具は同作品の商品として販売された。
スカベッジ（恐竜）
渓谷地帯を根城とする恐竜型TFの長。
総督
とある惑星を統治するリーダー。

### 創造神・エンシェント
プライマス
セイバートロン星の奥深くに存在する創造主。何者かの計画を察知し、御使いを遣わせる。
玩具についてはトランスフォーマー ギャラクシーフォース#サイバトロン / Autobotsを参照のこと。

サウンドブラスター（ステルス戦闘機）
謎の神殿の主で、コンボイとメガトロンを復活させた張本人。
玩具についてはトランスフォーマー ギャラクシーフォース#日本限定品を参照のこと。
ヘルバズソー（コンドル）
サウンドブラスターに付き従う小型TF。神殿内において、サウンドブラスターの意思を代弁する役割を持つ。
ベクタープライム（戦艦）
プライマスの命を受け、サウンドブラスターの計画を阻止すべく現れたエンシェント。アストラル階層において、サウンドブラスターの精神体と対峙する。
元は『トランスフォーマー ギャラクシーフォース』のキャラクターであり、玩具は同作品の商品として販売された。

## 商品展開

### 日本における展開
日本では2006年2月にBWR-01:帰って来た最強ビーストの対決として、『ビーストウォーズ』シリーズのC-1:総司令官コンボイとD-1:破壊大帝メガトロンの仕様変更商品が発売された。ビーストとロボットの頭部が一部新造され、全体のカラーリングもアニメに忠実なものとなっている。また、特典として特別メッセージや設定資料を収録したスペシャルDVD・「ゴールデンディスク」が同梱された。
そして翌2007年3月には、『テレもちゃ』として既存商品の復刻版とDVDのセットが発売。海外での展開を髣髴とさせる内容ではあるものの、商品には独自のカラーリングが施されている。また、DVDにはアニメのエピソード（本編のみ）に加え、ジオラマストーリーと同梱キャラクターのキャラクターデーターファイルが追加収録された。
後期商品のパッケージにはライオコンボイの発売を予感させるRM-22：総司令官ライオコンボイのシルエットの写真が載っていた（しかし発売には至らなかった）。
サイバトロン
- TM-01:総司令官コンボイ（『BW』第2話「倒せデストロン」収録）

RM-11:総司令官ビーストコンボイ（『ロボットマスターズ』において発売された縮小版）の塗装変更品。全身がCGアニメ本編に近くなった。
ジオラマストーリーではメガトロンと最強ビースト対決を繰り広げている。
- TM-03:密林巡査員チータス（第5話「消えたコンボイ」収録）

C-3:密林巡査員チータスの塗装変更品。
ジオラマストーリーではワスピーターと超スピードの対決を繰り広げている。
- TM-05:特殊戦闘員ダイノボット（第9話「恐怖の新兵器!」収録）

C-4:特殊戦闘員ダイノボットの塗装変更品。ロボットモードのフェイスがCGアニメ本編に近くなった。
ジオラマストーリーではブラックウィドーと狂暴ビーストの対決を繰り広げている。
- TM-07:陸上戦闘員コラーダ（第11話「さよならラットル!?」収録）

C-30:陸上戦闘員コラーダの塗装変更品。元は『ビーストウォーズネオ』に登場するキャラクター。
ジオラマストーリーではアルカディスと大自然の対決を繰り広げている。
- TM-09:副司令官ライノックス（第3話「チータスの危機」収録）

C-7:地上戦指揮官ライノックスの塗装変更品。ロボットモードのフェイスと武器のガトリングハンマーがCGアニメ本編に近くなった。
ジオラマストーリーではボルファングと大火力の対決を繰り広げている。
- TM-11:極地偵察員タイガトロン（第7話「孤独な戦士タイガトロン」収録）

C-8:極地偵察員タイガトロンの塗装変更品。
ジオラマストーリーではギムレットと極地戦の対決を繰り広げている。
- TM-13:剛腕戦闘員モーターアーム（第21話「不死身のスタースクリーム」収録）

C-24:力士モーターアームの塗装変更品。元は『ビーストウォーズII』に登場するキャラクター。なお、モーターアームとギムレットは元々トリプルダクスに合体できるビースト戦士だったが、テレもちゃでのギムレットはデストロン側になり、DJが登場しないためトリプルダクスへの合体は不可能（ただし、C-25（当時品のギムレット）の合体用パーツをTM-12（テレもちゃ版のギムレット）に組み合わせると合体が可能）。
ジオラマストーリーではタランスと対決を繰り広げている。
- TM-SP:総司令官DXコンボイ（第1話「超生命体トランスフォーマー登場!」・第15話「メーク･ドラマだデストロン」収録）

C-1:総司令官コンボイの塗装変更品。本シリーズではエネルゴンの影響によって巨大化し、通常の約3倍ものパワーを得た姿とされている。TM-01と同じく、全身がCGアニメ本編に近くなった。
ジオラマストーリーではDXメガトロンと宿命の対決を繰り広げている。
- TM-PR:遊撃忍者ドラゴエール

テレビマガジンの抽選プレゼント。海外版トランスフォーマークラシックのミニコンのリペイント。
デストロン
- TM-02:破壊大帝メガトロン（第4話「時限爆弾転送作戦!」収録）

RM-02:破壊大帝ビーストメガトロン（『ロボットマスターズ』において発売された縮小版）の塗装変更品。全身がCGアニメ本編に近くなった。
ジオラマストーリーではコンボイと最強ビースト対決を繰り広げている。
- TM-04:空中攻撃兵ワスピーター（第6話「空中山脈大爆破」収録）

D-3:空中攻撃兵ワスピーターの塗装変更品。全身がCGアニメ本編に近くなった。
ジオラマストーリーではチータスと超スピードの対決を繰り広げている。
- TM-06:諜報工作兵ブラックウィドー（第10話「殺人ウイルス」収録）

D-8:諜報工作兵ブラックウィドーの塗装変更品。全身がCGアニメ本編に近くなった。
ジオラマストーリーではダイノボットと狂暴ビーストの対決を繰り広げている。
- TM-08:制空戦闘兵アルカディス（第20話「ジャングルぐるぐる」収録）

D-36:制空戦闘兵アルカディスの塗装変更品。元は『ビーストウォーズネオ』に登場するキャラクターだが、スパーククリスタルは『Beast Machines』において発売されたDinobotsのものが使用されている。
ジオラマストーリーではコラーダと大自然の対決を繰り広げている。
- TM-10:高速戦士ボルファング（第8話「クモ女のキック」収録）

テレもちゃオリジナルキャラクター。商品はC-9:戦士ハウリンガー（サイバトロン）の塗装変更品。
ジオラマストーリーではライノックスと大火力の対決を繰り広げている。
- TM-12:極地工作員ギムレット（第12話「ハヤブサ戦士エアラザー」収録）

C-25:極地工作員ギムレットの塗装変更品。元は『ビーストウォーズII』に登場するキャラクター。テレもちゃ版ではとある思惑により、デストロンに転向したとされている。そのため、トリプルダクスの合体用パーツは付属していない。
ジオラマストーリーではタイガトロンと極地戦の対決を繰り広げている。
- TM-SP:破壊大帝DXメガトロン（第13話「浮島のデスマッチ（前編）」・第14話「浮島のデスマッチ（後編）」収録）

D-1:破壊大帝メガトロンの塗装変更品。DXコンボイ同様、エネルゴンの力により強化された姿とされている。TM-02と同じく、全身がCGアニメ本編に近くなった。
ジオラマストーリーではDXコンボイと宿命の対決を繰り広げている。

### 海外における展開
海外においては『TRANSFORMERS BEAST WARS 10th Anniversary』として、既存商品の復刻版が発売されている。基本的に仕様に変更はないが、カラーリングはアニメに若干近付けられている。なお、商品には『ビーストウォーズメタルス』に登場したキャラクター・トランスミューテイトの分割パーツが同梱。さらにキャラクターの活躍するエピソードを収録したDVDが付属している。
- Waspinator／ワスピーター（トランスミューテイト頭部付属）
- Rhinox／ライノックス（右足・下腹部付属）
- Cheetor／チータス（上半身付属）
- Dinobot／ダイノボット（左腕付属）
- Predacon Trantulus／タランス（左足付属）
- Rattrap／メタルスラットル（左腕付属）

また、新規開発された以下の玩具も発売。変形モチーフは以前どおりだが、デザインと変形機構が大幅に変更され、さらに『ギャラクシーフォース』の特徴・フォースチップギミックが追加されている。国内では『トランスフォーマー ユナイテッド』で初めて発売された。
- Optimus Primal（サイバトロン宇宙船Axalon付属）
- Megatron（デストロン戦艦付属）